# Гийо, Рене
Рене Гийо (фр. René Guillot, 1900—1969) — французский детский писатель и педагог.

## Биография
Родился в Куркури, окончил университет в Бордо, где получил степень по математике. В 1923 году Рене Гийо уехал в Дакар, столицу Сенегала, где преподавал математику до начала Второй мировой войны. Одним из его студентов был Леопольд Сенгор, впоследствии ставший первым президентом Сенегала. Во время Второй мировой войны Рене Гийо участвовал в освобождении Франции в рядах американского экспедиционного корпуса в Европе. После войны Гийо вернулся в Сенегал, где прожил до 1949 года, затем вернулся во Францию, и в 1949−1950 годах преподавал математику в лицее Кондорсе в Париже.
Умер в Париже в 1969 году.

## Творчество
За время пребывания в Африке, Рене Гийо подробно изучил легенды и традиции местных народов, природу африканского континента, жизнь местных животных и птиц. Поэтому африканская тема стала доминирующей в творчестве Гийо, его книги часто сравнивают с «Книгой джунглей» Редьярда Киплинга.
Одна из первых его книг — «Экипажи Питера Хилла» (фр. Les Équipages du Peter Hill), вышла в 1946 году во французской серии «полицейских романов» Le Masque, и в том же году была удостоена национальной премии за приключенческий роман. Одному из членов жюри этой премии понравились рассказы Рене Гийо о жизни в джунглях, и он убедил его писать для детей на «африканские» темы. Так появились цикл рассказов о слонёнке («Сама»), затем — три книги о приключениях тигрицы Сирги, шимпанзе Оворо, леопарда Кпо, и многие другие.
Среди произведений Рене Гийо есть рассказы, в которых действие происходит в России, это рассказы о сибирском мальчике Гришке и его дружбе с медведем — «Гришка и его медведь» (Grichka et son ours) и «Гришка и волки» (Grichka et les loups).
На русский язык были переведены только 4 сказки Гийо («Колибри», «Щенок, который ездил в метро», «Радуга», «Ласточки») и его повесть «Белая грива», основанная на фильме Альбера Ламориса, вышедшие в 1980—1990-х годах, и с тех пор в России не переиздававшиеся.

## Экранизации
По книгам Рене Гийо французский режиссёр П. Гранпер снял два фильма: «L’Enfant Lion» (фр., «Львёнок») — в 1993 году, по повести Гийо «Львица Сирга», а в 1995 — «Le Maître des éléphants» (фр., «Учитель слонов») по одноимённой повести.
В 1948 году на экраны вышел фильм режиссёра Р. Верне «Fort de la solitude» (фр., «Крепость одиночества»), основанный на одном из романов Гийо для взрослых.

## Награды
- Премия за приключенческий роман[фр.] (1946)
- Премия за произведения  для  юношества[фр.] (1950)
- «Полка Льюиса Кэрролла» (1958)
- Премия имени Х. К. Андерсена (1964)